# Врхбосна (великая жупа)
Великая жупа Врхбосна (хорв. Velika župa Vrhbosna) — административно-территориальная единица Независимого государства Хорватии, существовала в период с 5 августа 1941 по 8 мая 1945 года на территории современной Боснии и Герцеговины. Административный центр — Сараево. Название жупы происходит от одноимённой исторической области.
Гражданской администрацией административно-территориальной единицы руководил великий жупан, назначавшийся поглавником Хорватии Анте Павеличем. Первым в должности стал доктор Исмет-бег Гавран Капетанович. С введением регулярной государственной администрации на пост был назначен давний диссидент (до 1929 года) Югославской мусульманской организации и лидер её отделения в Жепче Дервиш Омерович. С ноября 1943 по ноябрь 1944 великим жупаном являлся Мухаммед Куленович.
Великая жупа Врхбосна имела деление на «котарские области» (хорв. kotarske oblasti), названные по их административными центрами:
- Високо (с 5 июля 1944 года, ранее в составе великой жупы Лашва-Глаж[хорв.])
- Власеница (до 5 июля 1944 года, затем в составе великой жупы Усора-Соли)
- Вишеград
- Горажде (в статусе «котарской ипоставы», хорв. kotarska ispostava)
- Калиновик (в статусе «котарской ипоставы», хорв. kotarska ispostava)
- Прача (Трново; в статусе «котарской ипоставы», хорв. kotarska ispostava; прекратила существование 28 декабря 1943 года)
- Рогатица
- Сараево
- Сребреница (до 5 июля 1944 года, затем в составе великой жупы Усора-Соли)
- Фойница(с 5 июля 1944 года, ранее в составе великой жупы Лашва-Глаж)
- Фоча
- Чайниче

Кроме того, в отдельную административную единицу был выделен город Сараево.
С реорганизацией великих жуп Независимого государства Хорватии на основании Постановления о великих жупах от 5 июля 1944 к великой жупе Врхбосна были присоединены районы Фойница и Высоко из состава расформированной великой жупы Лашва-Глаж, а области Сребреница и Власеница отошли к великой жупе Усора-Соли.